# Zigos
Zigos, Zigii (en latín) o Zigoi (en griego antiguo: Ζυγοί) es el nombre que reciben en las fuentes griegas antiguas y latinas los pueblos adigué-abjasios que habitaban el noroeste del Cáucaso, junto a la orilla nororiental del mar Negro. Fue usado desde la Antigüedad Clásica a la Baja Edad Media.

## Historia
En el siglo I d. C. el geógrafo griego Estrabón los situó al norte de Cólquida en el libro XI de su Geografía:
"Y junto al mar se halla la zona asiática del Bósforo, en la tierra de los sindos. Tras esta, la de los aqueos, los zigos y los heníocos. Y también los cércetas y los macropogones. Y sobre estos se halla el estrecho paso de los pitorófagos; y tras los heníocos el país de Cólquida que se halla a los pies de las montañas del Cáucaso." (Estrabón, Geografía 11,2,1)
En el siglo IV fueron nombrados en el periplo Descripción del mundo de Avieno. La última mención de este etnónimo es del geógrafo genovés del siglo XV Giorgio Interiano en su obra La vita: & sito de Zichi, chiamiti ciarcassi: historia notabile, en el que se explica la equivalencia del término latino zigii con el turco cherquesos y que se autodenominan adigué. En el siglo XVI el  Rerum Moscoviticarum Commentarii ("Comentarios sobre asuntos moscovitas") del embajador de los Habsburgo Sigismund Herberstein se refiere a este pueblo como chiki aunque utiliza también el término cherquesos. 
En la Alta Edad Media practican el cristianismo ortodoxo y entre los siglos VI y IX se crean diversas eparquías pertenecientes a Bizancio (Zijia, Nikopsía).